# Carios mormoops
Carios mormoops är en fästingart som beskrevs av Kohls, Clifford och Jones 1969. Carios mormoops ingår i släktet Carios och familjen mjuka fästingar. Inga underarter finns listade.